# 誠之館

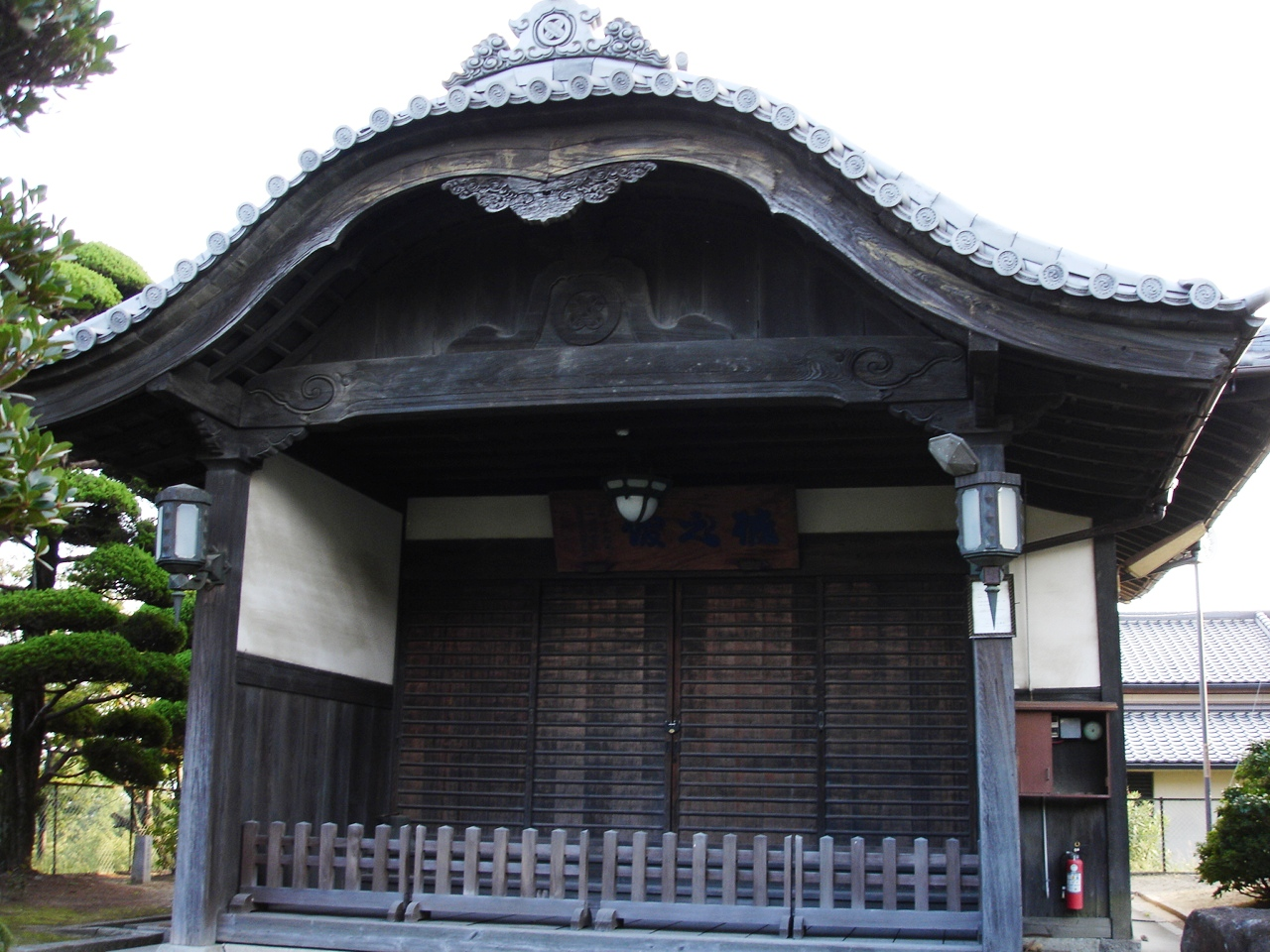
誠之館の旧玄関（福山誠之館高等学校記念館）

誠之館（せいしかん）は、備後福山藩の藩校である。1855年（安政2年）に開校し、1872年（明治5年）に廃校となった。

## 歴史
福山藩の藩校としては、1786年（天明6年）に福山4代藩主阿部正倫が創立した弘道館が存在した。1854年（安政元年）には7代藩主阿部正弘が不振を理由に弘道館を廃止し、江戸と福山に後継の藩校として誠之館を設立。1855年（安政2年）には福山城下南端の西町道三口に誠之館が開校した。校名は孔子の『中庸』にある「誠者天之道也、誠之者人之道也。」（誠は天の道なり、誠之は人の道なり）に由来している。国学・洋学・医学・数学・兵学などの学科があり、仕進法には試験制度を取り入れられていた。1868年（明治元年）には10代藩主阿部正桓によって、一般庶民にも誠之館への入学が認められた。
明治維新後、誠之館は1872年（明治5年）に新政府の命で廃校なり、施設は小田県師範学校などに利用された。小田県師範学校は広島県福山師範学校に改称された後、1879年（明治12年）に廃止され、同地には広島県福山中学校が新設された。この学校は後に誠之館の名を戴いて尋常中学福山誠之館と改称され、1948年（昭和23年）には広島県立福山誠之館高等学校となっている。

### 年表
- 1786年（天明6年）7月 - 備後福山藩（阿部家）4代藩主阿部正倫が藩校「弘道館」を設立。
- 1853年（嘉永6年） - 備後福山藩（阿部家）7代藩主阿部正弘が「弘道館」に替わる新学館の建設を命じる。この年冬には、江戸新学館完成。
- 1855年（安政2年）1月16日 - 「弘道館」を廃止し藩校「誠之館」を設立。
- 1869年（明治2年） - 福山西町字築切に、誠之館附属医学校「同仁館」を開設。誠之館山野支校設置。
- 1870年（明治3年）- 学制を改革し、漢学を廃して普通学科を設け、国文教科書を用い、ほかに英学、仏学、漢学の専門学科を置く。12月には、西町・東町に誠之館支校女学校設置。
- 1872年（明治5年）10月 - 藩校「誠之館」閉校。
- 1873年（明治6年）8月以降 - 旧誠之館施設を、福山士族共立小学校・小田県師範学校・広島県公立師範学校分校・広島県師範学校分校・広島県福山師範学校校舎等として利用。

## 史跡
- 旧玄関

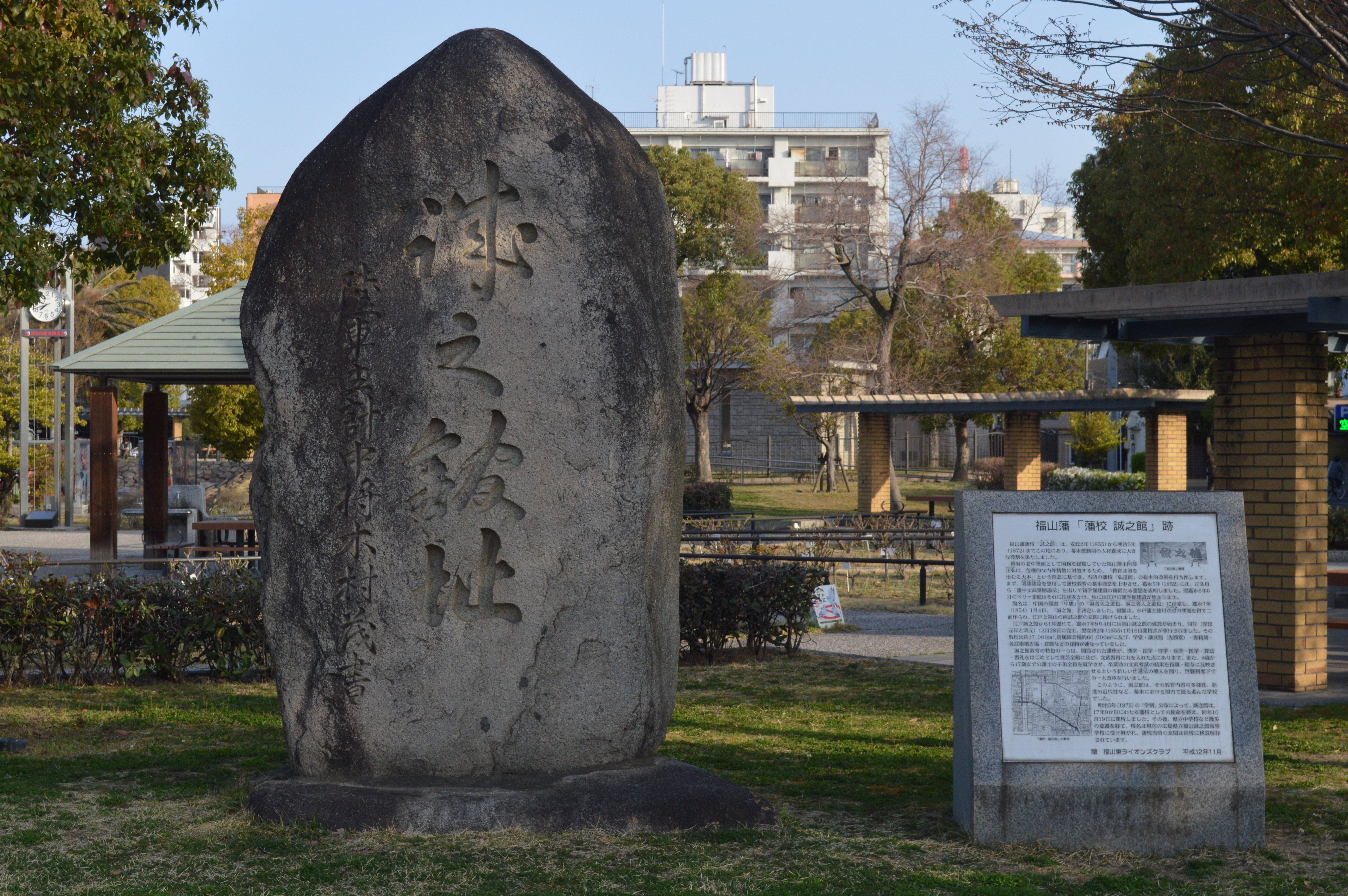
福山市中央公園にある誠之館址碑

  - 誠之館の玄関であった建物は福山誠之館高校の敷地内に移築されて福山誠之館高等学校記念館となっている[2]。2001年（平成13年）10月12日には福山誠之館高等学校記念館が登録有形文化財に登録された[2][3][4]。

- 誠之館址碑
  - 誠之館の跡地である福山市中央公園には誠之館址碑が建っている。